# Solfara Sciovè
La solfara Sciovè o miniera Sciovè  è stata una miniera di zolfo sita in provincia di Agrigento nei pressi del comune di Palma di Montechiaro.
Aperta tra il 1860 e il 1870 è oggi inattiva.